# 塞北管理区
塞北管理区（さいほくかんりく）とは、中華人民共和国河北省張家口市の区。

## 概要
人口24000人、面積266.7平方キロメートルの区でシリンゴル盟の南端に接している。
また、産業面に於いては牧畜業と農業が中心であり、気候は年平均気温1.4度、年平均降水量は400mmである。

## 行政区画
この区は沙梁子管理処、楡樹溝管理処、東大門管理処、小城子管理処の四つの管理処と23の自然村を管理している。